# 森山栄之助
森山 栄之助（もりやま えいのすけ、または森山 多吉郎、文政3年6月1日〈1820年7月10日〉 - 明治4年3月15日〈1871年5月4日〉）は、江戸時代に活躍した日本の通詞（通訳）。創設した英語塾の門下生として幕末や明治政府で活躍した外交官や通訳を多く輩出した。

## 生涯・人物
文政3年（1820年）、長崎に生まれる。家は代々阿蘭陀通詞（オランダ通詞）を務めていた。英語が話せたことから、嘉永元年（1848年）、偽装漂着のアメリカ捕鯨船船員のラナルド・マクドナルドの取り調べに当たり、英語の母語話者であるマクドナルドから本格的に英語を学び、蘭・英2カ国語を使いこなせる通詞として活躍する。嘉永3年（1850年）には「エゲレス語和解」の編集に従事し、嘉永6年（1853年）のプチャーチン来航の際は川路聖謨の通詞として活躍する。また、オランダの地図に樺太の日露国境が北緯50度線となっていることを発見する。これが、日本の対露国境の根拠となる。
同嘉永6年（1853年）にマシュー・ペリー率いる4隻のアメリカ東インド艦隊が来航した際に、アメリカ側の通訳官ポートマンと浦賀詰通詞の堀達之助（阿蘭陀通詞）がオランダ語で交渉を行った。この交渉の際にオランダ語では足りないと考えた幕府は英語に通じる阿蘭陀通詞の西吉兵衛（西成量）と栄之助を江戸に呼んだものの、2人が江戸に到着した際にはペリー艦隊は日本を去った後だった。この時、ペリーは浦賀奉行に国書を渡し、再度回答を受け取りに再び来航すると言い、日本を離れた。
嘉永7年（1854年）にペリーが再来航した際には通訳を務め、その後江戸に英語塾を開く。塾は小石川（現・文京区春日二丁目）の金剛寺坂上にあった自宅に開設し、門下生として津田仙、福地源一郎、須藤時一郎、沼間守一（須藤時一郎の弟）、富永冬樹（矢野二郎の実兄）などが学んだ。また、福澤諭吉も森山の英語指導を求めて、鉄砲洲の中津藩屋敷から歩いて日参し、短期間ではあったが学んでいる。
文久2年（1862年）には開港延期問題で渡欧した竹内保徳遣欧使節団の通訳としてオールコックと同船でイギリスに赴き、使節一行とロンドンで合流する。その後、各国を巡り帰国。帰国後は通弁役頭取、外国奉行支配調役などを歴任すると共に、万延元年（1860年）の大統領への英文書の作成にも活躍する。しかし、維新後は新政府に仕えることはなかった。墓所は東京都豊島区巣鴨五丁目の本妙寺。長崎の本蓮寺にも分骨が納められた墓がある。

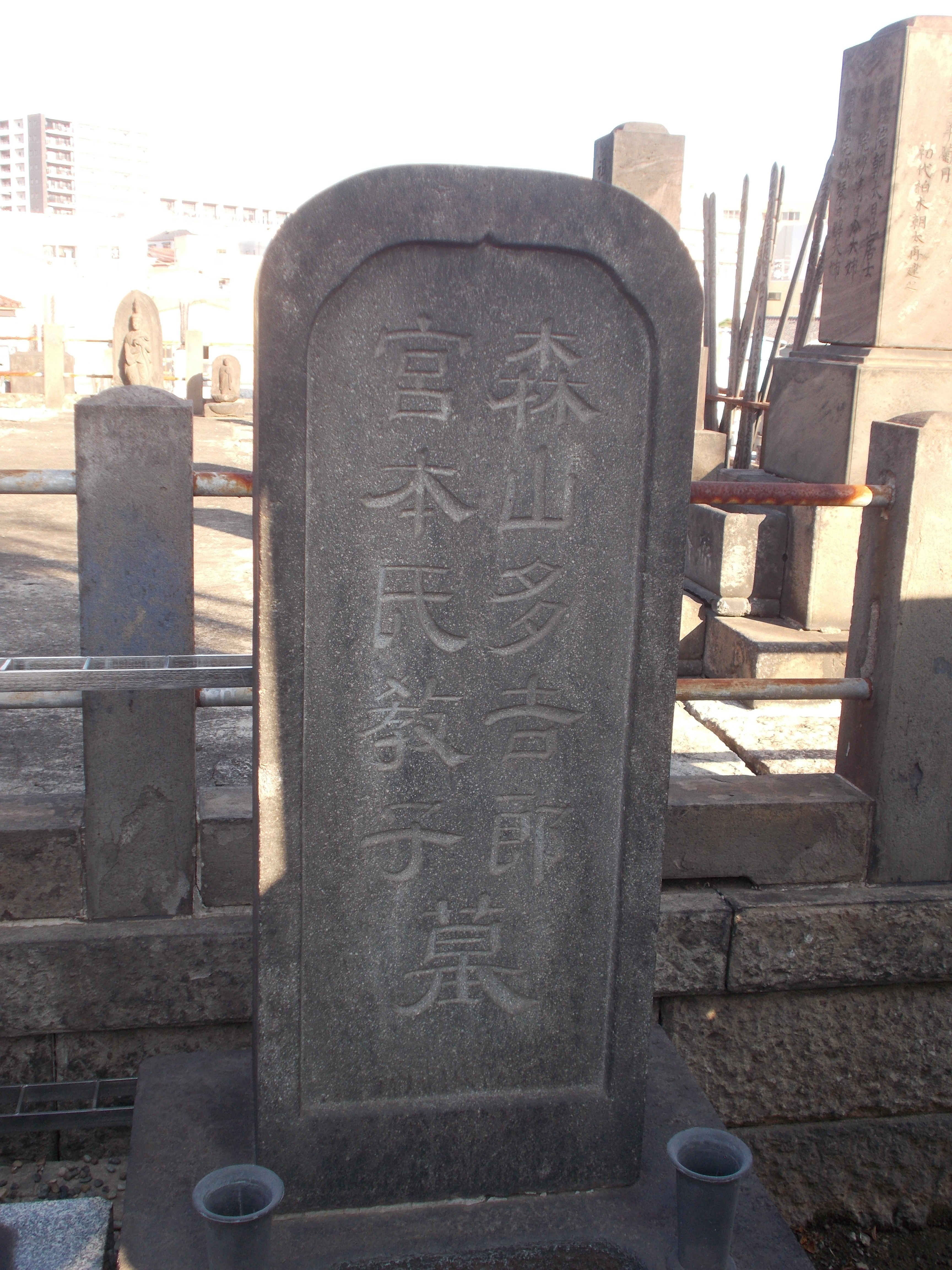
森山栄之助（多吉郎）の墓（東京巣鴨・本妙寺）

## 門下生の外交での活躍
森山が江戸小石川で開いた英語塾からは、江戸幕府や明治政府の使節団の一員として外交官、通訳としても活躍した人材を多く輩出した。森山自身も前述のとおり幕府の文久遣欧使節に通訳として参加し、渡欧している。
主な門下生
- 津田仙 - 小野友五郎を正史とする幕府の小野使節団で通訳として渡米[8]。学農社創設者、築地ホテル館勤務、津田梅子の父。
- 福地源一郎 - 岩倉使節団で一等書記官として渡米・渡欧。東京商法会議所創設者、東京府会議長、衆議院議員、東京日日新聞社長。
- 須藤時一郎 - 横浜鎖港談判使節団として渡仏。大蔵官僚、東京府会議長、衆議院議員。
- 沼間守一（須藤時一郎の弟） - 岩倉使節団の司法理事官として合流し渡欧。大蔵官僚、司法省官僚、東京府会議長、東京横浜毎日新聞社長。
- 富永冬樹 - 岩倉使節団に田辺太一厄介（世話人）として随行。大審院部長判事。
- 福澤諭吉 - 万延元年遣米使節として渡米、文久遣欧使節として渡欧、小野使節団で通訳として渡米。慶應義塾創設者。
- 矢野二郎（富永冬樹の実弟） - 横浜鎖港談判使節団で通訳として渡仏。貴族院議員、商法講習所所長、東京商業学校校長、高等商業学校校長（現・一橋大学校長）。

## 森山栄之助が登場する作品
- 吉村昭『海の祭礼』（文春文庫、平成16年（2004年）） ISBN 4-16-716942-8 - 栄之助とマクドナルドを主人公とした小説。
- 手塚治虫『陽だまりの樹』- 脇役ではあるが序盤で度々登場する（名前表記は「森山多吉郎」）。
- みなもと太郎『風雲児たち 幕末編』 - 脇役だが随所で登場。顔のデザインは『風雲児たち』ワイド版5巻に登場した「明和年間の長崎オランダ通詞」に類似している。
- 『幕末のスパシーボ』（アニメーション映画、1997年、声：古田信幸）
- 『青天を衝け』（NHK大河ドラマ、2021年、演：安部康二郎）
- 『わげもん〜長崎通訳異聞〜』（NHK土曜ドラマ、2022年、演：小池徹平）
- 川合円『とつくにとうか 幕末通訳森山栄之助』 - 森山栄之助を主人公にした漫画

## 顕彰碑
森山が学んだラナルド・マクドナルドが英会話教室を開設した長崎・崇福寺の末寺であった大悲庵跡（現・長崎市上西山町）には、ラナルド・マクドナルド顕彰碑（1994年11月11日建立）が建てられているが、その顕彰碑と並んで2014年9月に森山栄之助顕彰碑（2014年9月13日建立・除幕式）が建てられた。